# Augustus Frederick, vojvoda od Sussexa
Princ Augustus Frederick, vojvoda od Sussexa (London, 27. siječnja 1773. – London, 21. travnja 1843.), bio je šesti sin i deveto dijete kralja Đure III. i kraljice Charlotte od Mecklenburg-Strelitza. Za razliku od ostale kraljevske braće, bio je jedini preživjeli sin Đure III. koji nije slijedio vojnu ili pomorsku karijeru. Kao pripadnik stranke Whigovaca, bio je poznat po svojim liberalnim stavovima, uključujući parlamentarnu reformu, ukidanje trgovine robljem, katoličku emancipaciju te uklanjanje građanskih ograničenja za Židove i disidente.

## Životopis

### Rani život
Princ Augustus Frederick rođen je 27. siječnja 1773. u Buckinghamskoj palači u Londonu, kao deveto dijete i šesti sin kralja Đure III. i kraljice Charlotte. Kršten je 25. veljače 1773. u velikoj vijećnici palače St. James, a kumovi su mu bili vojvoda od Saxe-Gotha-Altenburga, vojvoda George Augustus od Mecklenburg te princeza Charles od Hesse-Cassela.
Princ je stekao osnovno obrazovanje kod kuće, nakon čega je u ljeto 1786. zajedno s braćom, prinčevima Ernestom i Adolphusom, upućen na Sveučilište u Göttingenu u Njemačkoj. Zbog astme nije sudjelovao u vojnoj obuci u Hannoveru, a neko je vrijeme razmatrao mogućnost da postane svećenik u Engleskoj crkvi. Tijekom Napoleonskih ratova 1805. godine služio je u Britaniji kao potpukovnik zapovjednik pukovnije "Loyal North Britons" dobrovoljaca.

### Brakovi i osobni život
Dok je putovao Italijom, princ je upoznao Lady Augustu Murray, kćer 4. grofa od Dunmorea. Tajno su se vjenčali 4. travnja 1793. u Rimu. Nakon povratka u Englesku, par se ponovno vjenčao 5. prosinca iste godine u crkvi St. George's u Westminsteru, ali bez znanja ili suglasnosti kralja.
Godine 1794. kraljevski sud Arches proglasio je brak nevažećim jer je kršio Zakon o kraljevskim brakovima iz 1772. Unatoč tome, par je nastavio živjeti zajedno do 1801., kada su se razišli. Princ je tada dobio godišnju parlamentarnu naknadu od 12.000 funti i preselio se na Grosvenor Square, dok je Lady Augusta zadržala skrbništvo nad njihovom djecom – Augustusom Frederickom d'Esteom i Augustom Emmom d'Este – te primala alimentaciju od 4.000 funti godišnje. Kasnije joj je dopušteno koristiti prezime "de Ameland" umjesto Murray.
Princ Augustus Frederick drugi se put oženio 2. svibnja 1831., ponovno bez kraljevske suglasnosti, s Lady Cecilijom Letitijom Buggin, kćeri 2. grofa od Arrana i udovicom Sir Georgea Buggina. Iako nikada nije službeno priznata kao vojvotkinja od Sussexa, kraljica Viktorija ju je 1840. imenovala vojvotkinjom od Invernessa.

### Javna služba i slobodno zidarstvo
Godine 1786. princ Augustus Frederick primljen je u Red podvezice, a 1801. ga je kralj proglasio vojvodom od Sussexa, grofom od Invernessa i barunom od Arklowa. Budući da nije imao zakonite potomke, titula je izumrla nakon njegove smrti 1843.
Bio je poznat po svojoj filantropiji i angažmanu u dobrotvornim organizacijama. Od 1815. bio je pokrovitelj Židovske bolnice i sirotišta, danas poznatog kao Norwood, a pokroviteljstvo je nastavila i kraljica Elizabeta II.
Godine 1813. postao je veliki majstor prve Velike lože Engleske, dok je njegov brat, princ Edward Augustus, iste godine preuzeo vodstvo nad Drevnom velikom ložom Engleske. Dvije su velike lože ujedinjene 27. prosinca 1813. u Ujedinjenoj velikoj loži Engleske, a princ Augustus Frederick ostao je na njenom čelu. Osnovao je 1842. Kraljevsku masonsku dobrotvornu instituciju, a George Oliver mu je 1837. posvetio svoje djelo Signs and Symbols Illustrated and Explained in a Course of Twelve Lectures on Freemasonry.

### Kasnije godine i smrt
Princ Augustus Frederick bio je omiljeni stric kraljice Viktorije i upravo ju je on dopratio do oltara na vjenčanju s princom Albertom od Saxe-Coburg-Gothe 1840. godine. Tijekom života bio je predsjednik Kraljevskog društva (1830. – 1838.), imao je velik interes za biblijska proučavanja i hebrejski jezik, a njegova privatna knjižnica sadržavala je više od 50.000 teoloških rukopisa.
Preminuo je 21. travnja 1843. u Kensingtonskoj palači u dobi od 70 godina, od erizipela. U svojoj oporuci izričito je naglasio da ne želi državni sprovod, pa je pokopan na groblju Kensal Green 4. svibnja iste godine, nasuprot grobnici svoje sestre, princeze Sophie.
Njegova supruga, vojvotkinja od Invernessa, nastavila je živjeti u Kensingtonskoj palači do svoje smrti 1873., kada je pokopana pored njega.